# 悼穆帝姬
悼穆帝姬（1109年—1117年），為北宋第八代皇帝宋徽宗的皇女，母崔貴妃。
大觀四年（1110年）正月封徽福公主。政和三年（1113年）閏四月，改公主為帝姬，改封徽福帝姬。政和七年（1117年）十月薨逝，追封悼穆。